# (34954) 1032 T-2
1032 T-2 (asteroide 34954) é um asteroide da cintura principal. Possui uma excentricidade de 0.07622010 e uma inclinação de 2.36566º.
Este asteroide foi descoberto no dia 29 de setembro de 1973 por Cornelis Johannes van Houten e Ingrid van Houten-Groeneveld e Tom Gehrels em Palomar.